# Edwin Klebs
Theodor Albrecht Edwin Klebs (6 février 1834 à Königsberg - 23 octobre 1913  à Berne) est un médecin allemand, découvreur en 1883 du bacille de la diphtérie dit de Löffler-Klebs et un des principaux théoriciens de l'hermaphrodisme. Il est le père de Arnold C. Klebs également biologiste.

## Biographie
Klebs étudie la médecine à l'université de Königsberg à partir de 1852 et à l'université de Wurtzbourg à partir de 1855, puis à l'université d'Iéna et à l'université Frédéric-Guillaume de Berlin. En 1854, il devient - comme son frère Oskar - membre de la Burschenschaft Germania Königsberg (de). En 1856, il obtient un doctorat en médecine à Berlin sous la direction de son professeur de Wurzbourg, Rudolf Virchow, qui a entre-temps travaillé à Berlin,.
Il est l’assistant de Rudolph Ludwig Karl Virchow (1821-1902) à l’institut de pathologie de Berlin de 1861 à 1866. Il est principalement connu pour son œuvre sur les maladies infectieuses. En 1883, il identifie la bactérie responsable de la diphtérie, Corynebacterium diphtheriae. Le genre de bactérie Klebsiella lui a été dédié.